# یایجی (ایغدیر)
یایجی (به ترکی استانبولی: Yaycı) یک منطقهٔ مسکونی در ترکیه است که در ایغدیر واقع شده‌است. یایجی ۸۲۳ نفر جمعیت دارد و ۸۶۶ متر بالاتر از سطح دریا واقع شده‌است.